# 国際連合安全保障理事会決議79
国際連合安全保障理事会決議79（こくさいれんごうあんぜんほしょうりじかいけつぎ79、英: United Nations Security Council Resolution 79, UNSCR79）は、1950年1月17日に国際連合安全保障理事会決議で採択された決議。軍備の規制・削減に関してのものである。

## 概要
この決議において理事会は通常兵器及び軍隊の規制及び一般的削減に関する国際連合総会決議300の本文を受け取り、これを国連通常兵器委員会の作業計画に従って更に検討するために同委員会に送付することを決定した。
決議は賛成9票、反対0で採択された。ユーゴスラビアは出席したが投票せず、ソビエト連邦は出席しなかった。

## 詳細
以下はその和訳。
安全保障理事会は、
1949年12月5日の第268回総会において採択された通常兵器の規制及び武力の一般的削減に関する決議300（IV）の本文を受領し、
同決議を通常兵器のための委員会に送付し、同委員会の作業計画に従って更に検討することを決定する。